# Daemonorops scapigera
Daemonorops scapigera är en enhjärtbladig växtart som beskrevs av Odoardo Beccari. Daemonorops scapigera ingår i släktet Daemonorops och familjen Arecaceae. Inga underarter finns listade i Catalogue of Life.